# Danio nigrofasciatus
Cá sọc dưa đốm (Danh pháp khoa học: Danio nigrofasciatus) là một loài cá nhiệt đới thuộc họ cá tuế (Cyprinidae). Có nguồn gốc ở miền bắc Myanmar, loài cá này đôi khi được tìm thấy trong bể cá của các nhà sưu tầm cá. Nó phát triển đến chiều dài tối đa là 1,5 inch (3,7 cm). Trong tự nhiên, chúng phát hiện được tìm thấy ở sông trong một khí hậu nhiệt đới và thích nước với độ pH 6.5 - 7.0 và độ cứng của 5,0-12,0 dGH, và một phạm vi nhiệt độ lý tưởng 75-82 °F (24-28 °C). Chúng là loài đẻ trứng (một lớp trứng).